# 斎藤巌

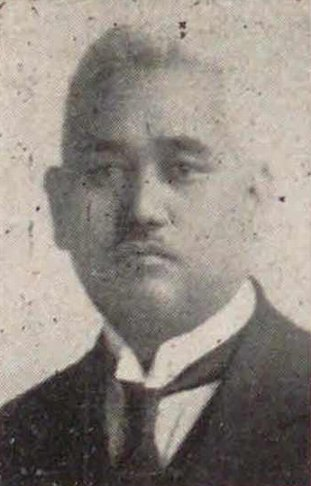
斎藤巌

斎藤 巌（さいとう いわお、1887年（明治20年）12月22日 - 1934年（昭和9年）2月5日）は、衆議院議員（立憲政友会）、弁護士。

## 経歴
熊本県合志郡合志村（現在の合志市）出身。1909年（明治42年）に明治大学法科を卒業した後、長崎市で九州日の出新聞記者となり、1911年（明治45年）に弁護士を開業した。
長崎県会議員、同副議長を経て、1928年（昭和3年）の第16回衆議院議員総選挙に出馬し、当選した。また長崎市会議員も兼ねた。

## 著書
- 『淳風美俗と民法』（1928年）
- 『議会先例私議』（精華堂、1929年）